# Elena Barozzi
Elena Barozzi (Venecia, 1514 - Venecia, 1580) fue una noble patricia veneciana.

## Biografía
Elena Barozzi nació en 1514, su belleza le valió el sobrenombre de Bella Barozza, fue aclamada por los pintores y poetas de su siglo. Tiziano y Giorgio Vasari la retrataron. Varios poetas le dedicaron versos y sonetos, entre ellos Lelio Capilupi que le dedicó el romance Ne l'amar e fredd'onde si bagna o Fortunio Spira comparándolo con las bellezas de la antigüedad clásica.
Tuvo una relación con Lorenzino de Médici, de quien nació una hija, llamada Lorenzina nacida en 1547.
Tras la muerte de Lorenzino en Venecia, Elena se hará cargo de su hija Lorenzina, futura esposa de Giulio Colonna. Elena murió en 1580.